# Heinrich Fresenius (Politiker)
Heinrich Christian Carl Fresenius (* 6. Dezember 1785 in Schlitz; † 30. Dezember 1846 in Schotten) war ein hessischer Politiker und ehemaliger Abgeordneter der 2. Kammer der Landstände des Großherzogtums Hessen.

## Familie
Heinrich Fresenius war der Sohn des evangelischen Pfarrers Friedrich Anton Fresenius (1745–1815) und seiner Frau Juliana Karolina Friederika, geborene Becker (1756–1817). Er heiratete zwei Mal. Seine zweite Frau war Johanette geborene Weitz (1786–1845).

## Ausbildung und Beruf
Heinrich Fresenius würde Ökonomie-Kommissar in Gießen, 1822 wirklicher Steuerkommissar 1. Klasse und 1825 Steuerkommissar in Schotten. 1833 war er außerordentliches Mitglied der Bezirksschulkommission des Kreises Nidda.

## Politik
1834 bis 1846 war Heinrich Fresenius Abgeordneter der 2. Kammer der Landstände des Großherzogtums Hessen. Er wurde zunächst als Nachfolger für Eduard Seitz im Wahlbezirk Oberhessen 7 / Schotten gewählt. Im Parlament vertrat er konservative Positionen.